# Thomas Bayes
Thomas Bayes, angleški statistik, filozof, nekonformistični teolog, matematik in prezbiterijanski duhovnik, * 1702, London, Anglija, † 7. april 1761.
Znan je po oblikovanju teorije verjetnosti ali Bayesovega izreka. Bayes tega, kar je postalo njegov najbolj znani dosežek, nikoli ni objavil; njegove zapiske je uredil in objavil po njegovi smrti Richard Price.

## Življenje
Thomas Bayes je bil sin londonskega prezbiterijanskega duhovnika Joshua Bayesa, kot eden izmed sedmih otrok. Prišel je iz ugledne nekonformistične družine iz Sheffielda. Leta 1719 se je vpisal na univerzo v Edinburghu, kjer je študiral logiko in teologijo. Matematiko ga je učil James Gregory. Pred tem ga je izobraževal še očetov prijatelj John Ward; 1710-31.
Zelo dobro je bral grško in latinsko. Glavni razlog, da je bil Bayes v Edinburghu, je bil preučiti božanskost in se pripraviti na duhovniško službovanje. Bayes je vstopil v Divinity Hall leta 1720, istega leta kot je prišel na univerzov Edinburghu. Preden je odšel, je dobil dovoljenje, da lahko pridiga, vendar ni bil posvečen za duhovnika.
Po vrnitvi okoli leta 1722 je pomagal svojemu očetu v kapeli v Londonu. Thomas Bayes je bil zapisan tudi na  seznamu odobrenih prezbiterijanskih duhovnikov v Londonu, ki so ga vodili protestanski reformisti.
Leta 1734 se je preselil v Tunbridge Wells v Kentu. Tam je bil duhovnik kapelice Mount Sion do leta 1752. Zaradi dvomov v domačo pravoslavno prezbetarijansko vero je začel verjeti v prvine arijanstva.
Znano je, da je v svojem življenju objavil dve deli, eno teološko in eno matematično.
Božanska dobrota ali poskus dokazovanja, da je glavni konec božanske previdnosti in vlade sreča njegovih bitij (1731),
Uvod v doktrino fluksij in obramba matematikov proti ugovorom avtorja Analitika (objavljen anonimno leta 1736), v katerem je zagovarjal logično utemeljitev računa Isaaca Newtona ("fluxions") proti kritiki Georga Berkeleya, avtorja Analitika.
Bayes je bil izvoljen za člana Kraljevega društva leta 1742, v katerega ga je pripeljal ugledni kirurg John Belchier, na podlagi Uvoda v doktrino fluksonov, njegovega edinega objavljenega matematična dela. V kasnejših letih se je začel globoko zanimati za verjetnost. Bil je odličen matematik, ki je vedno goreče zagovarjal svojo prav. Thomas Bayes je bil v svojem znanstvenem pogledu močan Newtonijec. Bil je tudi kritik ali komentator za mrežo matematikov.
Leta 1755 je zbolel in bolehal do leta 1761, ko je umrl v Tunbridge Wellsu. Pokopan je bil na pokopališču Bunhill Fields v kraju Moorgate v Londonu v družinski grobnici skupaj s svojimi starši ter brati in sestrami, kjer ležijo številni nekonformisti.

## Delo

### Teološko delo
V Božji dobroti je Bayes poskušal odgovoriti na vprašanje o motivaciji vira Božjega delovanja v svetu. Napisal jo je kot odgovor na teologa iz angleške cerkve, dr. Johna Balguya, ki je v svojih spisih trdil: »Bog vedno počne tisto, kar je pravilno in primerno in da so vsi njegovi moralni atributi tj. pravičnost, resnica, zvestoba, potrpežljivost, usmiljenje itd. le različne spremembe pravilnosti."
Bayes je pripisoval vir Božjega delovanja v svetu božje dobrote ali dobrohotnosti. Imel je problem, ko je to poskušal razložiti kot vir Božjega delovanja, ko je v svetu obstajala bolečina in zlo. Da bi rešili ta problem, je Bayes opredelil, kaj je mislil z »Božjo dobroto« tako, da je najprej opredelil, kaj s tem ni mislil.
([Bayes], 1731, str. 70): »Če si Božjo dobroto razlagamo kot neomejeno naklonjenost ustvarjanju sreče in posledično predpostavimo, da je svet naredil tako srečen in popoln kot bi ga lahko, nedvomno najdemo številne fenomene, katerih konsistentnost s to predpostavko ne moremo razbrati in s katero bomo našli težave pri prepričevanju, da moški niso združljivi z njim."
V naslednjem stavku je opredelil, kaj je mislil z božansko dobroto: »Ampak, če božansko dobroto razumemo le kot zelo prijazno ljubezen do njegovih bitij in kot naklonjenost temu, da podeli temu vesolju bitij, ki jih je naredil, največjo srečo, za katero so sposobni, še vedno domnevamo, da so njihove prvotne sposobnosti določili njegova volja in zadovoljstvo, nam bo veliko lažje zadovoljiti same sebe, da ni ničesar v nobenem videzu previdnosti, ki je v nasprotju z najbolj popolno dobroto božanske narave."
Bayesovemu traktu je sledil še en nekonformistični duhovnik Henry Grove. Trdil je, da je vir božjega dejanja modrost, ne pa pravičnost ali dobrota. Glede na današnje standarde je ta argument skoraj nepomemben. V času, ko se je zgodil, pa je pritegnil veliko pozornosti.

### Bayesov izrek
Bayesova rešitev pri problemu inverzne verjetnosti je bila predstavljena v "Eseju za reševanje problema v doktrini možnosti", ki je bila prebrana kraljevemu društvu leta 1763, po smrti Bayesa. Richard Price je ovrednotil delo s to predstavitvijo in njegovo objavo v Filozofskih transakcijah Kraljeve družbe v Londonu naslednje leto. To je bil argument za uporabo enotne predhodne porazdelitve za binomialni parameter in ne zgolj splošni pojem. Ta esej vsebuje izjavo o posebnem primeru Bayesovega teorema.
V prvih desetletjih osemnajstega stoletja so bili rešeni številni problemi glede verjetnosti določenih dogodkov ob določenih pogojih.Te se včasih imenujejo težave z inverzno verjetnostjo.
Naj tvorijo dogodki H1,H2, ... ,Hn popoln sistem dogodkov (skupni elementi množic Hi in Hj={ }, pri čemer i ni enak j  in Hi=G (vsi možni izidi)).Za vsak dogodek A velja t. i. obrazec za popolno verjetnost dogodka A: P(A) = P(Hi)P(A/Hi)
S pomočjo enakosti P(skupni elementi množic A in Hi) = P(A)P(Hi/A) = P(Hi)P(A/Hi) dobimo z razreševanjem enačbe na P(Hi/A) t.i Bayesov obrazec: P(Hi/A) = P(Hi)P(A/Hi)/P(A) = P(Hi)P(A/Hi)/P(Hk)P(A/Hk)
P(Hi/A) je pogojna verjetnost: verjetnost, da se zgodi dogodek Hi, glede na to, da je A resničen.
P(A/Hi) je prav tako pogojna verjetnost: verjetnost ,da se zgodi dogodek A, glede na to, da je Hi resničen.
Bayesov "Esej" vsebuje svojo rešitev za podoben problem, ki ga je postavil Abraham de Moivre, avtor "Doktorine možnosti" (1718).
Poleg tega je bil članek Bayesove asimptotične serije objavljen po njegovi smrti.

#### Zgled 1
V prvi posodi imamo 7 belih in 3 črne kroglice, v drugi pa 4 bele in 5 črnih. Iz prve posode na slepo izvlečemo 1 kroglo in joprenesemo v drugo posodo. Kolikšna je verjetnost, da iz slednje izvlečemo belo kroglico?
Rešitev:
A ... izvlečena kroglica iz 2. posode je bela
H1 ... iz 1. posode prenesemo belo kroglico
H2 ... iz 1. posode prenesemo črno kroglico
Po obrazcu za popolno verjetnost imamo
P(A) = P(H1)P(A/H1) + P(H2)P(A/H2) = 7/10 ·5/10 + 3/10·4/10 = 47%

#### Zgled 2
Nadaljujemo po zgledu iz prejšnjega primera, pri čemer smo, pri izbiranju iz druge posode potegnili belo kroglico. Kolikšna je verjetnost, da je bila tudi kroglica, ki smo jo prenesli iz 1. posode v 2., bela?
Rešitev:
A ... izvlečena kroglica iz 2. posode je bela
H1 ... iz 1. posode prenesemo belo kroglico
H2 ... iz 1. posode prenesemo črno kroglico
Po Bayesovem obrazcu in s pomočjo rezultata iz prejšnjega zgleda, da je P(A)=0.47, dobimo: P(Hi/A) = P(Hi)P(A/Hi)/P(A) = 0.7 * 0.5/0.47 = 0.745

## Bayesanizem
Bayesova verjetnost je ime, dano več povezanim interpretacijam verjetnosti kot količina epistemološkega zaupanja - moč prepričanj, hipotez ipd. - namesto pogostosti. To omogoča uporabo verjetnosti za vse vrste predlogov in ne le za tiste, ki imajo referenčni razred. V tem smislu se uporablja "Bayesian" od leta 1950. Od njegovega ponovnega rojstva v 50. letih dvajsetega stoletja so napredki v računalniški tehnologiji znanstvenikom iz številnih disciplin omogočili, da so tradicionalne Bayesove statistike združevale s tehnikami naključnega sprehoda. Uporaba Bayesove teoreme je bila razširjena v znanosti in na drugih področjih.
Bayes sam morda ni sprejel široke interpretacije, ki se zdaj imenuje Bayesian, ki ga je Pierre-Simon Laplace dejansko zagovarjal in populariziral. Bayes v svojem eseju definira verjetnost dogodka kot "razmerje med vrednostjo, pri kateri bi bilo treba izračunati pričakovanje, odvisno od dogajanja dogodka in vrednostjo pričakovane stvari, ko se dogaja".
V sodobni teoriji koristnosti bi bila enaka definicija posledica preureditve opredelitve pričakovane uporabnosti (verjetnost dogodka krat kolikokrat je bil dobiček prejet v primeru tega dogodka, vključno s posebnimi primeri nakupa tveganja za majhne zneske ali nakupa varščine za velike zneske) za verjetnost. Kot poudarja Stigler, je to subjektivna opredelitev in ne zahteva ponavljajočih se dogodkov, vendar zahteva, da je zadevni dogodek opazen, ker v nasprotnem primeru ni mogoče reči, da se je "zgodilo". Bayes je predpostavljal svoje rezultate na bolj omejen način kot moderni Bayesijci.
Glede na definicijo Bayesove verjetnosti je njegov rezultat v zvezi s parametrom binomske porazdelitve smiseln samo, kolikor se lahko stavi na njene opazne posledice.